# Hemgölen (Oppeby socken, Östergötland)
Hemgölen är en sjö i Kinda kommun i Östergötland och ingår i Motala ströms huvudavrinningsområde. Hemgölen ligger i Idhult Natura 2000-område.